# MAN SL200
MAN SL200은 MAN SE에서 1973년부터 1988년까지 생산했던  대형 버스이다.

## 경쟁 차종
현대자동차
- 현대 RB520L
- 현대 RB520SL

자일대우버스
- 대우 BV101
- 대우 BS105
- 대우 BS105L